# 바이에른뮌헨 공국
바이에른뮌헨 공국(독일어: Bayern-München)은 1392년부터 1505년까지 신성 로마 제국의 구성국이였던 공국이었다.

## 역사

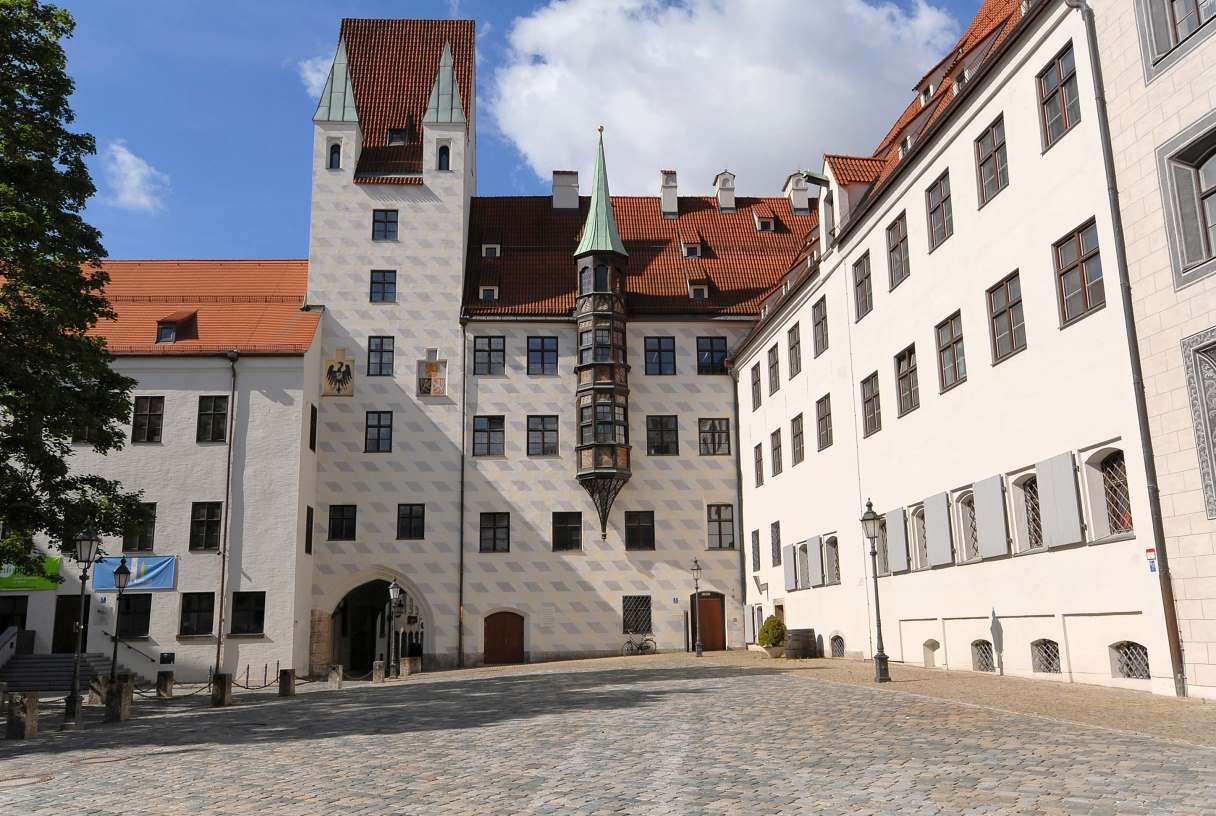
뮌헨에서의 고대 궁정

1375년 스테판 2세가 죽은 후, 그의 아들 스테판 3세, 프리드리히, 요한 2세는 바이에른란츠후트를 공동 통치했다. 17년 후, 형제들은 공식적으로 유산을 나누기로 결정했다. 존은 바이에른뮌헨을, 스티븐은 바이에른잉골슈타트를, 프레드릭은 바이에른란츠후트에 남아 있는 것을 보관했다. 1429년에 슈트라우빙시를 포함한 바이에른슈트라우빙의 일부가 바이에른뮌헨과 통합되었다. 바이에른이 바이에른 공작 알베르트 4세 치하에서 재결합하기 전까지 공국은 백년이 조금 넘는 기간 동안 존재했다.